# Castel Iablanizza
Castel Iablanizza (in sloveno Jablanica, in tedesco Jablanitz) è un paese della Slovenia, frazione del comune di Bisterza.
La località giace sulla sponda destra del fiume Timavo superiore, a 427,4 metri s.l.m., a 15,4 chilometri dal confine croato e a 6,7 chilometri dal capoluogo comunale.

Nell'insediamento (naselje) sono inoltre presenti gli agglomerati di Celin, Malin e Stari grad.

## Geografia fisica
Le alture principali sono: Parti (542 m); Srednji vrh (923 m); Jerajev vrh 903 (m); Habrica (939 m); Goli vrh (859 m). Castel Iablanizza è bagnata dal fiume Timavo superiore (Reka).

## Monumenti e luoghi d'interesse
- Chiesa di Santa Maria della Neve. Vicino al villaggio di Castel Iablanizza vi è una piccola chiesa monumentale, dedicata a santa Maria Nostra Signora della Neve, che appartiene alla parrocchia di Bisterza.[5]
- Fosse Comuni Monumentali. Castel Iablanizza è il luogo di tre conosciute fosse comuni, sepolture non segnalate dalla fine della seconda guerra mondiale, che contiene i resti di decine di soldati tedeschi del 97º Corpo uccisi all'inizio di maggio 1945. Il monte dei Campi della Fossa Comune (in sloveno Grobišče Njivce v gorah), conosciuto anche come monte delle Sepoltura Comune (in sloveno Grobišče Gora), si trova in un prato a circa 1,6 km a nord-est del paese e contiene i resti di 10 soldati. La sepoltura di Solne (in sloveno Grobišče Solne) giace in un prato a circa 150 m a nord della cappella santuario, contenente i resti di 4 soldati. Il sepolcro della Corte (in sloveno Grobišče Vrt) è situato in un prato vicino a due abeti rossi e contiene i resti di un solo soldato.

## Geografia antropica
Durante il dominio asburgico Castel Iablanizza fu un comune autonomo. Prima del trattato di Rapallo, firmato nel 1920, il comune di Castel Iablanizza nel distretto di Bisterza faceva parte della Carniola interna (in sloveno Notranjska - in tedesco Innerkrain), una delle regioni storiche della Slovenia, con i distretti di Borgovecchio di Olisa, Circonio, Idria, Longatico, Nauporto, Postumia, San Pietro del Carso, Senosecchia e Vipacco. Fu parte dello storico territorio asburgico di Carniola. Il centro tradizionale della regione è Postumia.
Dal 1924 al 1947 fu comune della provincia di Fiume e comprendeva gli insediamenti di Cottésevo (Kuteževo), Iasena di Bisterza (Jasen), Terciane (Trpčane), Verbizza (Vrbica), Villa Podigraie (Podgraje), Verbovo (Vrbovo), Zabice Castelvecchio (Zabiče), Zemon di Sopra (Gornji Zemon) e Zemon di Sotto (Dolnji Zemon).

### Frazioni nel 1936
Nel 1936 il vecchio comune di Castel Iablanizza (provincia del Carnaro) aveva una popolazione totale di 3.106 residenti ed era suddiviso in 10 frazioni e in 1 Centro abitato.:
| Comuni, frazioni e abitati | popolazione residente in complesso | popolazione residente dei centri | popolazione residente delle case sparse |
| -------------------------- | ---------------------------------- | -------------------------------- | --------------------------------------- |
| Castel Iablanizza          | 3.106                              | 3.003                            | 103                                     |
| Castel Iablanizza          | 155                                | 141                              | 14                                      |
| Cottèsevo                  | 324                                | 300                              | 24                                      |
| Iasena                     | 202                                | 202                              | --                                      |
| Iasena di Bisterza         | --                                 | 202                              | --                                      |
| Terciane                   | 257                                | 257                              | --                                      |
| Verbizza                   | 192                                | 187                              | 5                                       |
| Verbovo                    | 323                                | 323                              | --                                      |
| Villa Podigràie            | 440                                | 414                              | 26                                      |
| Zabice Castelvècchio       | 410                                | 410                              | --                                      |
| Zemon di Sopra             | 287                                | 287                              | --                                      |
| Zemon di Sotto             | 516                                | 482                              | 34                                      |